# Peter Franz Ignaz Deiters

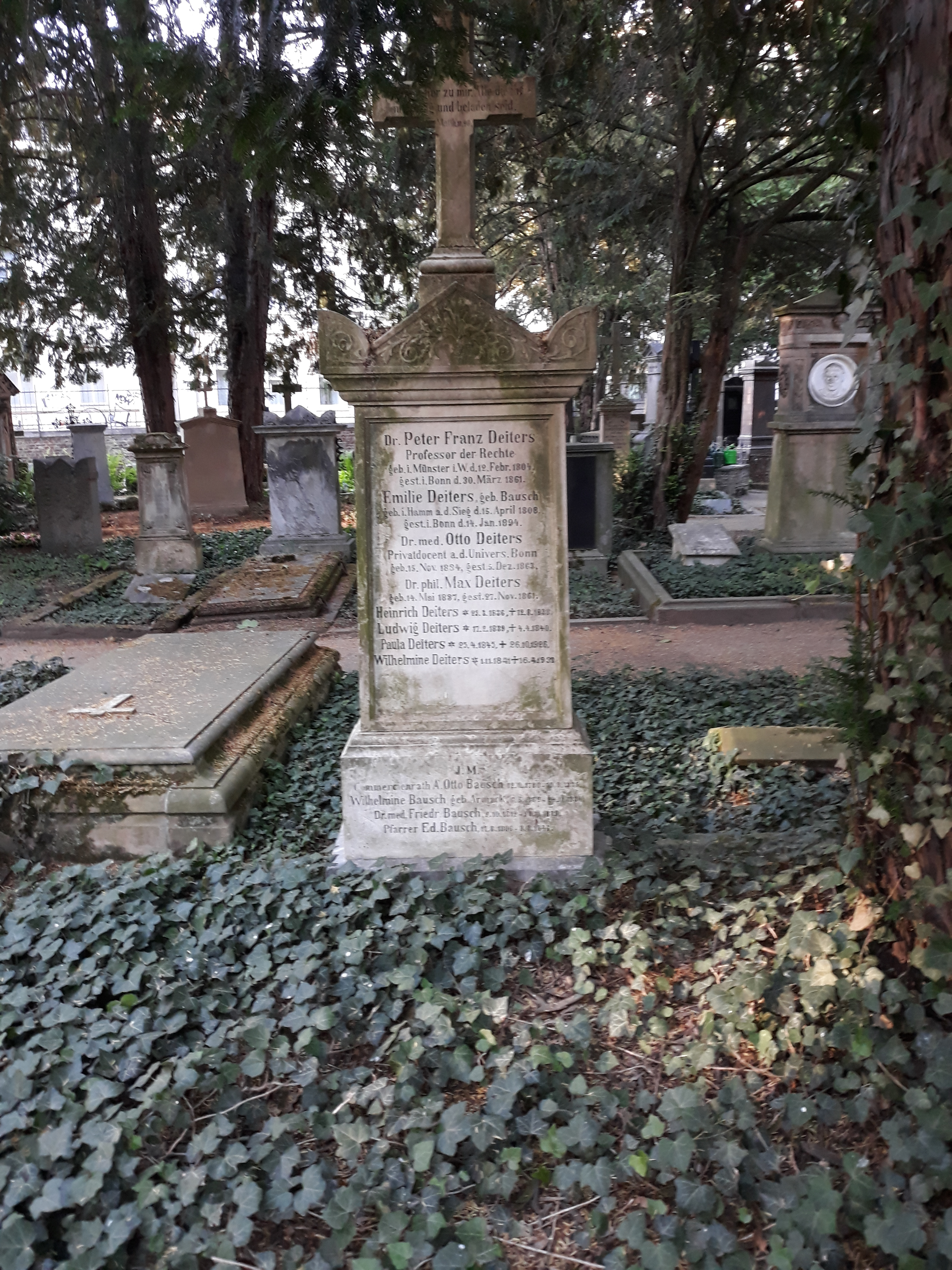
Das Familiengrab Peter Franz Deiters, seiner Ehefrau Emilie Bausch und Nachkommen auf dem Alten Friedhof Bonn.

Peter Franz Ignaz Deiters (* 12. Februar 1804 in Münster; † 30. März 1861 in Bonn) war ein deutscher Jurist und Abgeordneter des Frankfurter Parlaments von 1848.

## Leben
Er studierte an den Universitäten Berlin und Bonn, wo er 1825 zum Doctor juris promoviert wurde und sich 1825 als Privatdozent habilitierte. 1830 wurde er außerordentlicher, 1836 ordentlicher Professor des deutschen Rechts. Er war Mitglied und längere Zeit Vorsitzender des Gemeinderats der Stadt Bonn und von dieser 1848 zum Abgeordneten in die Frankfurter Nationalversammlung gewählt. Er gehörte der Casino-Fraktion an. In den Jahren 1845/46 und 1856/57 war er Rektor der Universität Bonn. Er war Mitglied der Gesellschaft Deutscher Naturforscher und Ärzte.

## Publikationen (Auswahl)
- De civili cognatione et familiari nexu ex jure Romano et Germanico. Diss. inaug., Bonn 1825 Google E-Book.
- Die eheliche Gütergemeinschaft nach dem Münster'schen Provinzialrechte, Marcus, Bonn 1831.